# Hertha Berliner Sport-Club 1983-1984
Questa voce raccoglie le informazioni riguardanti l'Hertha Berliner Sport-Club nelle competizioni ufficiali della stagione 1983-1984.

## Stagione
Nella stagione 1983-1984 l'Hertha Berlino, allenato da Martin Luppen e Hans Eder, concluse il campionato di 2. Bundesliga al 11º posto. In Coppa di Germania l'Hertha Berlino fu eliminato ai quarti di finale dallo Schalke 04.

## Rosa
| N. |                      | Ruolo | Calciatore        |
| -- | -------------------- | ----- | ----------------- |
|    | Germania (bandiera)  | P     | Gregor Quasten    |
|    | Germania (bandiera)  | P     | Manfred Werner    |
|    | Turchia (bandiera)   | D     | Bayram Cakal      |
|    | Germania (bandiera)  | D     | Horst Ehrmantraut |
|    | Germania (bandiera)  | D     | Heiko Meier       |
|    | Germania (bandiera)  | D     | Peter Nogly       |
|    | Danimarca (bandiera) | D     | Ole Rasmussen     |
|    | Germania (bandiera)  | D     | Edi Stöhr         |
|    | Germania (bandiera)  | D     | Dieter Timme      |
|    | Germania (bandiera)  | D     | Frank Wormuth     |
|    | Germania (bandiera)  | C     | Bernd Beck        |

| N. |                      | Ruolo | Calciatore          |
| -- | -------------------- | ----- | ------------------- |
|    | Germania (bandiera)  | C     | Rolf Blau           |
|    | Germania (bandiera)  | C     | Peter Kempa         |
|    | Germania (bandiera)  | C     | Uwe Kollmannsperger |
|    | Germania (bandiera)  | C     | Hubert Schmitz      |
|    | Germania (bandiera)  | A     | Rainer Ecke         |
|    | Germania (bandiera)  | A     | Karl-Heinz Emig     |
|    | Germania (bandiera)  | A     | Uwe Frowein         |
|    | Germania (bandiera)  | A     | Heikko Glöde        |
|    | Germania (bandiera)  | A     | Werner Killmaier    |
|    | Germania (bandiera)  | A     | Wolfgang Metzler    |
|    | Danimarca (bandiera) | A     | Søren Skov          |

## Organigramma societario
Area tecnica
- Allenatore: Hans Eder
- Allenatore in seconda:
- Preparatore dei portieri:
- Preparatori atletici:

## Calciomercato

### Sessione estiva
| Acquisti | Acquisti         | Acquisti       | Acquisti |
| R.       | Nome             | da             | Modalità |
| -------- | ---------------- | -------------- | -------- |
| C        | Peter Kempa      | Hessen Kassel  |          |
| A        | Wolfgang Metzler | Greuther Fürth |          |
| A        | Søren Skov       | Avellino       |          |
| D        | Frank Wormuth    | Friburgo       |          |

| Cessioni | Cessioni      | Cessioni              | Cessioni |
| R.       | Nome          | a                     | Modalità |
| -------- | ------------- | --------------------- | -------- |
| A        | Thomas Remark | Waldhof Mannheim      |          |
| D        | Walter Gruler | Saarbrücken           |          |
| A        | Peter Mack    | Saarbrücken           |          |
| C        | Jürgen Mohr   | Eintracht Francoforte |          |

### Sessione invernale
| Acquisti | Acquisti    | Acquisti          | Acquisti |
| R.       | Nome        | da                | Modalità |
| -------- | ----------- | ----------------- | -------- |
| D        | Heiko Meier | Arminia Bielefeld |          |
| A        | Uwe Frowein | Kaiserslautern    |          |

| Cessioni | Cessioni | Cessioni | Cessioni |
| R.       | Nome     | a        | Modalità |
| -------- | -------- | -------- | -------- |

## Risultati

### 2. Bundesliga

#### Girone di andata
| Arbitro: | Zimmermann |

|                    |           |           |
| Metzler 39’ (rig.) | Marcatori | 45’ Drews |

| Arbitro: | Barnick |

|                              |           |                   |
| Rombach 2’ Thomas 24’ (rig.) | Marcatori | 22’ (aut.) Thomas |

| Arbitro: | Correll |

|                                                                           |           |                                 |
| Metzler 1’, 41’ (rig.) Remark 25’, 47’ Beck 38’ Killmaier 60’ Schmitz 82’ | Marcatori | 12’ (rig.) Kirschner 88’ Werres |

| Arbitro: | Niebergall |

|                                        |           |             |
| Freund 53’ Wegmann 54’, 87’ Müller 78’ | Marcatori | 10’ Metzler |

| Arbitro: | Roth |

|           |           |                  |
| Timme 89’ | Marcatori | 65’ Schlumberger |

| Arbitro: | Ahlenfelder |

|  |           |                                  |
|  | Marcatori | 38’ Ehrmantraut 89’ (rig.) Glöde |

| Arbitro: | Jupe |

|          |           |            |
| Beck 36’ | Marcatori | 66’ Kalter |

| Arbitro: | Bodmer |

|  |           |           |
|  | Marcatori | 83’ Glöde |

| Arbitro: | Scheuerer |

|                                   |           |  |
| Metzler 35’ (rig.) Glöde 40’, 87’ | Marcatori |  |

| Arbitro: | Neuner |

|                           |           |                    |
| Bönisch 54’ Cestonaro 59’ | Marcatori | 21’ Skov 72’ Glöde |

| Arbitro: | Tritschler |

|                           |           |                    |
| Dietz 46’ (aut.) Beck 60’ | Marcatori | 36’, 52’, 78’ Thon |

| Arbitro: | Kautschor |

|                      |           |                     |
| Kohnle 32’ Neipp 81’ | Marcatori | 23’ Beck 90’ Remark |

| Arbitro: | Kasperowski |

|           |           |                           |
| Timme 45’ | Marcatori | 53’ Schäfer 60’ Jurgeleit |

| Osnabrück 29 ottobre 1983, ore 15:00 CET 14ª giornata | Osnabrück | 0 – 0 referto | Hertha Berlino | Stadion an der Bremer Brücke (4 500 spett.)\| Arbitro: \| Uhlig \| |
| Arbitro:                                              | Uhlig     |               |                |                                                                    |

| Arbitro: | Schmidhuber |

|                             |           |                               |
| Kuhl 8’, 27’, 50’ Ossen 34’ | Marcatori | 52’ Skov 57’ Timme 73’ Remark |

| Arbitro: | Risse |

|                                        |           |            |
| Beck 34’ (rig.) Remark 79’ Metzler 85’ | Marcatori | 29’ Giesel |

| Arbitro: | Werner |

|                                 |           |                                 |
| Wohlfarth 25’, 83’ Lay 33’, 65’ | Marcatori | 18’ Metzler 76’ Kollmannsperger |

| Arbitro: | Mierswa |

|          |           |         |
| Blau 40’ | Marcatori | 26’ Löw |

| Arbitro: | Walz |

|                         |           |                       |
| Schüler 61’ Günther 81’ | Marcatori | 62’ Metzler 67’ Nogly |

#### Girone di ritorno
| Arbitro: | Hellwig |

|                                    |           |                           |
| Kügler 50’ Steubing 75’ Elgert 77’ | Marcatori | 43’ Rasmussen 49’ Schmitz |

| Arbitro: | Reinstädtler |

|                       |           |                        |
| Frowein 47’ Glöde 79’ | Marcatori | 3’ Dörmann 43’ Rombach |

| Arbitro: | Stark |

|                                |           |             |
| Helmes 71’ Gores 73’ Baier 88’ | Marcatori | 19’ Frowein |

| Arbitro: | Ermer |

|           |           |  |
| Glöde 83’ | Marcatori |  |

| Arbitro: | Matheis |

|                |           |  |
| Sprangowski 8’ | Marcatori |  |

| Arbitro: | Schütte |

|             |           |  |
| Schmitz 18’ | Marcatori |  |

| Arbitro: | Theobald |

|                |           |                                          |
| Schmedding 14’ | Marcatori | 42’ Nogly 49’ Glöde 61’ Skov 78’ Frowein |

| Arbitro: | Heitmann |

|                                     |           |                    |
| Skov 10’ Glöde 66’ (rig.) Stöhr 82’ | Marcatori | 42’, 76’ Schneider |

| Arbitro: | Risse |

|                                     |           |                   |
| Schlegel 15’ Laohakul 38’ Knoll 60’ | Marcatori | 61’ Skov 70’ Blau |

| Arbitro: | Horeis |

|                   |           |  |
| Beck 11’ Blau 52’ | Marcatori |  |

| Arbitro: | Stark |

|          |           |                                             |
| Abel 69’ | Marcatori | 18’ Stöhr 36’, 89’ Glöde 81’ Kempa 90’ Beck |

| Arbitro: | Eli |

|                  |           |  |
| Glöde 22’ (rig.) | Marcatori |  |

| Arbitro: | Zimmermann |

|               |           |  |
| Jurgeleit 30’ | Marcatori |  |

| Arbitro: | Boos |

|                     |           |                    |
| Glöde 13’, 79’, 88’ | Marcatori | 32’ (rig.) Lehmann |

| Berlino 28 aprile 1984, ore 15:00 CEST 34ª giornata | Hertha Berlino | 0 – 0 referto | Darmstadt | Stadio Olimpico (4 500 spett.)\| Arbitro: \| Kautschor \| |
| Arbitro:                                            | Kautschor      |               |           |                                                           |

| Hannover 5 maggio 1984, ore 15:00 CEST 35ª giornata | Hannover 96 | 0 – 0 referto | Hertha Berlino | Niedersachsenstadion (4 030 spett.)\| Arbitro: \| Broska \| |
| Arbitro:                                            | Broska      |               |                |                                                             |

| Arbitro: | Theobald |

|          |           |                                                          |
| Ecke 13’ | Marcatori | 10’ (rig.) Notthoff 70’, 85’ (rig.) Wohlfarth 78’ Dubski |

| Arbitro: | Wuttke |

|                |           |  |
| Löw 84’ (rig.) | Marcatori |  |

| Arbitro: | Assenmacher |

|  |           |                      |
|  | Marcatori | 78’ Walz 90’ Günther |

### Coppa di Germania
| Arbitro: | Brückner |

|  |           |                                                                                  |
|  | Marcatori | 18’, 47’ Glöde 28’ (rig.) Metzler 38’ Killmaier 43’ Blau 60’ (aut.) Marcinkowski |

| Arbitro: | Osmers |

|  |           |                         |
|  | Marcatori | 25’ Glöde 58’ Killmaier |

| Arbitro: | Weber |

|  |           |             |
|  | Marcatori | 29’ Schmitz |

| Arbitro: | Neuner |

|                                     |           |                           |
| Glöde 14’ Dietz 53’ (aut.) Blau 56’ | Marcatori | 39’, 86’ Abel 60’ Drexler |

| Arbitro: | Niebergall |

|                        |           |  |
| Täuber 29’ Dierßen 45’ | Marcatori |  |

## Statistiche

### Statistiche di squadra
| Competizione      | Punti | In casa | In casa | In casa | In casa | In casa | In casa | In trasferta | In trasferta | In trasferta | In trasferta | In trasferta | In trasferta | Totale | Totale | Totale | Totale | Totale | Totale | DR  |
| Competizione      | Punti | G       | V       | N       | P       | Gf      | Gs      | G            | V            | N            | P            | Gf           | Gs           | G      | V      | N      | P      | Gf     | Gs     | DR  |
| ----------------- | ----- | ------- | ------- | ------- | ------- | ------- | ------- | ------------ | ------------ | ------------ | ------------ | ------------ | ------------ | ------ | ------ | ------ | ------ | ------ | ------ | --- |
| 2. Bundesliga     | 37    | 19      | 9       | 6       | 4       | 34      | 23      | 19           | 4            | 5            | 10           | 30           | 34           | 38     | 13     | 11     | 14     | 64     | 57     | +7  |
| Coppa di Germania | -     | 1       | 0       | 1       | 0       | 3       | 3       | 4            | 3            | 0            | 1            | 9            | 2            | 5      | 3      | 1      | 1      | 12     | 5      | +7  |
| Totale            | 37    | 20      | 9       | 7       | 4       | 37      | 26      | 23           | 7            | 5            | 11           | 39           | 36           | 43     | 16     | 12     | 15     | 76     | 62     | +14 |

### Andamento in campionato
| Giornata  | 1 | 2  | 3 | 4  | 5  | 6 | 7  | 8 | 9 | 10 | 11 | 12 | 13 | 14 | 15 | 16 | 17 | 18 | 19 | 20 | 21 | 22 | 23 | 24 | 25 | 26 | 27 | 28 | 29 | 30 | 31 | 32 | 33 | 34 | 35 | 36 | 37 | 38 |
| --------- | - | -- | - | -- | -- | - | -- | - | - | -- | -- | -- | -- | -- | -- | -- | -- | -- | -- | -- | -- | -- | -- | -- | -- | -- | -- | -- | -- | -- | -- | -- | -- | -- | -- | -- | -- | -- |
| Luogo     | C | T  | C | T  | C  | T | C  | T | C | T  | C  | T  | C  | T  | T  | C  | T  | C  | T  | T  | C  | T  | C  | T  | C  | T  | C  | T  | C  | T  | C  | T  | C  | C  | T  | C  | T  | C  |
| Risultato | N | P  | V | P  | N  | V | N  | V | V | N  | P  | N  | P  | N  | P  | V  | P  | N  | N  | P  | N  | P  | V  | P  | V  | V  | V  | P  | V  | V  | V  | P  | V  | N  | N  | P  | P  | P  |
| Posizione | 9 | 15 | 9 | 11 | 12 | 8 | 10 | 7 | 6 | 7  | 8  | 8  | 8  | 9  | 10 | 9  | 10 | 10 | 10 | 12 | 12 | 12 | 11 | 12 | 11 | 9  | 9  | 9  | 9  | 8  | 8  | 8  | 8  | 9  | 8  | 8  | 9  | 11 |

Legenda:

Luogo: C = Casa; T = Trasferta. Risultato: V = Vittoria; N = Pareggio; P = Sconfitta.

### Statistiche dei giocatori
| Giocatore          | 2. Bundesliga | 2. Bundesliga | 2. Bundesliga | 2. Bundesliga | Coppa di Germania | Coppa di Germania | Coppa di Germania | Coppa di Germania | Totale   | Totale | Totale      | Totale     |
| Giocatore          | Presenze      | Reti          | Ammonizioni   | Espulsioni    | Presenze          | Reti              | Ammonizioni       | Espulsioni        | Presenze | Reti   | Ammonizioni | Espulsioni |
| ------------------ | ------------- | ------------- | ------------- | ------------- | ----------------- | ----------------- | ----------------- | ----------------- | -------- | ------ | ----------- | ---------- |
| B. Beck            | 36            | 7             | 5             | 0             | 3                 | 0                 | 0                 | 0                 | 39       | 7      | 5           | 0          |
| R. Blau            | 33            | 3             | 7             | 0             | 5                 | 2                 | 1                 | 0                 | 38       | 5      | 8           | 0          |
| B. Cakal           | 0             | 0             | 0             | 0             | 0                 | 0                 | 0                 | 0                 | 0        | 0      | 0           | 0          |
| R. Ecke            | 2             | 1             | 0             | 0             | 0                 | 0                 | 0                 | 0                 | 2        | 1      | 0           | 0          |
| H. Ehrmantraut     | 25            | 1             | 1             | 0             | 3                 | 0                 | 0                 | 0                 | 28       | 1      | 1           | 0          |
| K. Emig            | 30            | 0             | 3             | 0             | 4                 | 0                 | 0                 | 0                 | 34       | 0      | 3           | 0          |
| U. Frowein         | 12            | 3             | 2             | 0             | 2                 | 0                 | 0                 | 0                 | 14       | 3      | 2           | 0          |
| H. Glöde           | 35            | 15            | 0             | 0             | 5                 | 4                 | 0                 | 0                 | 40       | 19     | 0           | 0          |
| P. Kempa           | 27            | 1             | 4             | 0             | 2                 | 0                 | 0                 | 0                 | 29       | 1      | 4           | 0          |
| W. Killmaier       | 15            | 1             | 1             | 0             | 2                 | 2                 | 0                 | 0                 | 17       | 3      | 1           | 0          |
| U. Kollmannsperger | 12            | 1             | 0             | 0             | 1                 | 0                 | 0                 | 0                 | 13       | 1      | 0           | 0          |
| H. Meier           | 19            | 0             | 1             | 0             | 3                 | 0                 | 0                 | 0                 | 22       | 0      | 1           | 0          |
| W. Metzler         | 27            | 8             | 4             | 0             | 5                 | 1                 | 0                 | 0                 | 32       | 9      | 4           | 0          |
| P. Nogly           | 18            | 2             | 4             | 0             | 4                 | 0                 | 1                 | 0                 | 22       | 2      | 5           | 0          |
| G. Quasten         | 34            | 0             | 3             | 0             | 5                 | 0                 | 0                 | 0                 | 39       | 0      | 3           | 0          |
| O. Rasmussen       | 28            | 1             | 1             | 0             | 4                 | 0                 | 1                 | 0                 | 32       | 1      | 2           | 0          |
| T. Remark          | 12            | 5             | 1             | 0             | 1                 | 0                 | 0                 | 0                 | 13       | 5      | 1           | 0          |
| H. Schmitz         | 28            | 3             | 7             | 0             | 4                 | 1                 | 0                 | 0                 | 32       | 4      | 7           | 0          |
| S. Skov            | 23            | 5             | 2             | 0             | 3                 | 0                 | 0                 | 0                 | 26       | 5      | 2           | 0          |
| E. Stöhr           | 28            | 2             | 2             | 1             | 4                 | 0                 | 0                 | 0                 | 32       | 2      | 2           | 1          |
| D. Timme           | 19            | 3             | 4             | 0             | 2                 | 0                 | 0                 | 0                 | 21       | 3      | 4           | 0          |
| M. Werner          | 4             | 0             | 1             | 0             | 0                 | 0                 | 0                 | 0                 | 4        | 0      | 1           | 0          |
| F. Wormuth         | 25            | 0             | 3             | 0             | 3                 | 0                 | 0                 | 0                 | 28       | 0      | 3           | 0          |